# Einar Halle
Einar Henrik Halle (Molde, 29 dicembre 1943) è un ex arbitro di calcio ed ex calciatore norvegese, di ruolo portiere.

## Carriera

### Giocatore

#### Club
Halle giocò come portiere nel Molde dal 1962 al 1964. Subì un infortunio alla testa in una sfida contro lo Skarbøvik, incidente che di fatto concluse la sua carriera da calciatore di alto livello. Successivamente, infatti, giocò soltanto nelle serie minori, con le maglie di Træff e Rival.

### Dopo il ritiro
Nel 1970, fu allenatore dello stesso Træff. Diventò poi arbitro, rappresentato comunque il Molde. Dal 1973 al 1993, diresse 187 incontri nella massima divisione norvegese. Diventò anche dirigente dello stesso Molde, ma la Norges Fotballforbund gli impose di rassegnare le dimissioni. Arbitrò due finali di Norgesmesterskapet: quella del 1980 (tra Vålerenga e Lillestrøm) e quella del 1984 (tra Fredrikstad e Viking).
Halle diventò poi arbitro UEFA nel 1980 e diresse approssimativamente 180 incontri in giro per l'Europa, nei successivi undici anni. In una sfida tra Austria Vienna e Werder Brema, Halle fischiò la fine del primo tempo al 40º minuto, dimenticando che l'incontro fosse stato posticipato di 5 minuti. Si accorse dell'errore prima che le squadre rientrassero nello spogliatoio, così la partita riprese. Dopo questo episodio, venne ribattezzato dai suoi colleghi come Halbzeit Halle (in italiano, primo tempo Halle). Halle raccontò poi come, negli anni ottanta, alcuni club europei avessero tentato di corromperlo, ma affermò di non aver mai accettato alcuna tangente, così come i suoi assistenti.
Dopo il ritiro da arbitro, diventò un osservatore per conto della UEFA, giudicando così l'operato degli altri direttori di gara. Ricoprì questo incarico fino al 26 settembre 2012.